# Caniella
Caniella es un género de bacterias grampositivas de la familia Atopobiaceae. Actualmente contiene una sola especie: Caniella muris. Fue descrito en el año 2023. Su etimología hace referencia a la microbióloga belga Patrice Cani. El nombre de la especie hace referencia a ratón. Es anaerobia e inmóvil. Tiene un tamaño de 0,8-2 μm de largo, con forma cocobacilar o bacilos cortos. Temperatura de crecimiento óptima de 37 °C. Tiene un contenido de G+C de 70%. Se ha aislado en el intestino de un ratón, en Alemania.  